# Cave Spring
Cave Spring es un pueblo ubicado en el condado de Floyd en el estado estadounidense de Georgia. En el censo de 2000, su población era de 975.

## Demografía
En el 2000 la renta per cápita promedia del hogar era de $33,750, y el ingreso promedio para una familia era de $47,917. El ingreso per cápita para la localidad era de $17,850. Los hombres tenían un ingreso per cápita de $35,395 contra $20,962 para las mujeres.

## Geografía
Cave Spring se encuentra ubicado en las coordenadas 34°6′32″N 85°20′10″O / 34.10889, -85.33611 (34.108912, -85.336018).
Según la Oficina del Censo, la localidad tiene un área total de 10,4 km² (4 mi²), de la cual 10,4 km² (4 mi²) es tierra y 0 km² (0 mi²) (0.00%) es agua.